# Krwawienie dokomorowe
Krwawienie do macierzy zarodkowej (ang. Germinal matrix haemorrhage) – najczęstsza postać krwawienia do ośrodkowego układu nerwowego u noworodków. Większość krwawień pojawia się w pierwszej dobie życia, choć możliwe jest wystąpienie krwawienia do 7. dnia życia, jak również w okresie wewnątrzmacicznym.
Częstość krwawień jest zdecydowanie zwiększona (występuje do 30% przypadków) u wcześniaków, zwłaszcza ze skrajnym wcześniactwem (poniżej 32 tygodni życia) oraz u dzieci z bardzo małą masą urodzeniową.

## Etiologia
Główną przyczyną występowania krwawień dokomorowych w tej grupie noworodków jest ich niedojrzałość. Do 32-34 tygodnia życia płodowego pod wyściółką komór obecna jest warstwa macierzysta, z niedojrzałymi i przez to kruchymi naczyniami krwionośnymi, które mogą stać się źródłem krwawienia. U noworodków donoszonych występują u kilku procent i związane są z obecnością przetrwałej warstwy macierzystej, splotu naczyniówkowego lub malformacji naczyniowej.
Do wystąpienia krwawienia predysponują także następujące sytuacje:
- sztuczna wentylacja
- bezdech
- niewydolność serca
- posocznica[1].

## Rozpoznanie
U noworodków urodzonych przed 32-34 tygodniem ciąży wykonuje się badania przesiewowe pod kątem krwawienia dokomorowego. Jest to m.in. badanie wynaczynienia krwi do wypełnionych płynem przestrzeni (komór mózgu) np. ultrasonografia centralnego układu nerwowego.

## Klasyfikacja krwawień dokomorowych według Papille'a
Standardem rozpoznania krwawienia dokomorowego jest ultrasonografia przezciemiączkowa. Na jej podstawie rozpoznaje się 4 stopnie krwawienia:
| Stopień krwawienia | Typ krwawienia                                      |
| ------------------ | --------------------------------------------------- |
| I°                 | Krwawienie podwyściółkowe.                          |
| II°                | Krwawienie dokomorowe bez poszerzenia komór.        |
| III°               | Krwawienie dokomorowe z poszerzeniem światła komór. |
| IV°                | Krwawienie dokomorowe oraz do tkanki mózgu.         |

## Rokowanie
- krwawienia I i II stopnia ustępują całkowicie i bez powikłań
- krwawienia III i IV stopnia:
  - wodogłowie pokrwotoczne
  - leukomalacja okołokomorowa
  - poszerzenie komór mózgu z zanikami podkorowymi
  - padaczka
  - mózgowe porażenie dziecięce (postać kurczowa)
  - zaburzenia rozwojowe
  - zaburzenia wzroku i/lub słuchu

Krwawienie I stopnia charakteryzuje się niewielką ilością wynaczynionej krwi w przestrzeni podwyściółkowej. W stopniu II nieznaczna objętość krwi pojawia się w komorach mózgu. Ulega ona powolnej resorpcji. Oba stopnie krwawienia nie wpływają niekorzystnie na rozwój dziecka.
W III stopniu krwawienia, komory mózgu ze względu na obecność dużej ilości krwi, ulegają poszerzeniu (czasami może mieć ono postać przejściową). Może pojawić się samoistna resorpcja krwi, jednak jej nadmiar może przyczynić się do blokady prawidłowego krążenia i wchłaniania płynu mózgowo-rdzeniowego wokół mózgu. W rezultacie może dojść do wodogłowia, które uciska tkankę mózgową (w III stopniu krwawienia rzadko dochodzi do wodogłowia). Natomiast u dzieci, u których jest konieczne wykonanie zabiegu chirurgicznego mającego na celu odbarczenie mózgu występuje ryzyko opóźnień rozwojowych.
Krwawienie IV stopnia wiąże się z 85-90% ryzykiem zgonu. Występuje tu krwawienie bezpośrednio do tkanki mózgowej, co wiąże się z zagrożeniem trwałego uszkodzenia mózgu oraz pojawieniem się zaburzeń rozwojowych.